# Farhad Mehrad
Farhad Mehrad, comunemente noto come Farhad (Teheran, 20 gennaio 1944 – Parigi, 31 agosto 2002) è stato un cantautore, cantante e musicista iraniano.
Farhad Mehrad ha pubblicato il primo album rock and roll in Iran divenendo così un importante esponente della musica rock iraniana. È salito alla ribalta tra i musicisti rock, folk e pop iraniani prima della rivoluzione islamica nel 1979, ma dopo la rivoluzione gli è stato vietato di cantare in Iran per diversi anni. Il suo primo concerto dopo la rivoluzione islamica si è tenuto nel 1993. Ad oggi, è considerato uno dei cantanti iraniani contemporanei più influenti e rispettati. Fu anche il primo cantante della famosa band Black Cats.
Farhad è più noto per la sua canzone Jomeh (Venerdì) per il film Khodahafez Rafigh nel 1971. Nonostante tutte le voci sul fatto che fosse una canzone politica scritta da Shahyar Ghanbari che ha negato queste accuse durante lo spettacolo Uncut di Tapesh TV.

## Discografia

### Album in studio
- Khab Dar Bidari (1993)
- Barf (2000)
- Amin

### Singoli (in inglese)
- Take Five
- Yesterday
- I Put a Spell on You
- Come Down Jesus
- Sad Lisa
- Romance of Love
- Sunrise/Sunset
- When the Sun Comes Down
- Unchain My Heart
- Yesterday When I Was Young
- Don't Cry for Me Argentina
- Let It Be
- Master Song
- Alone Again (Naturally)
- You've Got a Friend
- Unchained Melody
- California Dreamin'
- Like a Sad Song
- Suzanne
- Windmills of Your Mind
- Everybody's Talking at Me
- Together Again
- Don't Let Me Be Misunderstood
- Sympathy
- Love's Been Good to Me
- Solitary Man
- Moment to Moment
- Hey, That's No Way to Say Goodbye
- Handyman
- You Won't Love Me
- If You Go Away
- I Call You
- I'll Be There
- Hurt
- Walking Alone
- Eleanor Rigby
- Japan Allspice (mixed in English and Persian)
- Good Fantasist (mixed in English and Persian)

### Canzoni in altre lingue
- Qui?
- Temnaya noch
- An die Freude
- Nadie me quiere
- Si je vivrai
- No pal